# USA i olympiska sommarspelen 1992
USA deltog i de olympiska sommarspelen 1992 med en trupp bestående av 545 deltagare, vars medverkan resulterade i 108 medaljer.

## Baseboll
Gruppspel
I gruppspelet mötte alla lag varandra och de fyra bästa lagen (Kuba, USA, Kinesiska Taipei och Japan) gick vidare. 
| Nation                  | Segrar | Förluster | Tiebreaker |
| ----------------------- | ------ | --------- | ---------- |
| Kuba                    | 7      | 0         |            |
| Japan                   | 5      | 2         |            |
| Kinesiska Taipei        | 5      | 2         | 1-0        |
| USA                     | 5      | 2         | 0-1        |
| Puerto Rico             | 2      | 5         | 2-0        |
| Dominikanska republiken | 2      | 5         | 1-2        |
| Italien                 | 1      | 6         | 0-2        |
| Spanien                 | 1      | 6         |            |

Slutspel
|  | Semifinaler      | Semifinaler |    |  | Final            | Final |  |
|  |                  |             |    |  |                  |       |  |
|  | 4 augusti        |             |    |  |                  |       |  |
|  | Kinesiska Taipei | 5           |    |  |                  |       |  |
|  | Japan            | 2           |    |  |                  |       |  |
|  |                  |             |    |  |                  |       |  |
|  |                  |             |    |  | 5 augusti        |       |  |
|  |                  |             |    |  | Kinesiska Taipei | 1     |  |
|  |                  | Kuba        | 11 |  |                  |       |  |
|  |                  |             |    |  |                  |       |  |
|  |                  |             |    |  |                  |       |  |
|  |                  |             |    |  |                  |       |  |
|  | 4 augusti        |             |    |  |                  |       |  |
|  | USA              | 1           |    |  |                  |       |  |
|  | Kuba             | 6           |    |  |                  |       |  |

## Basket
Herrar
Gruppspel
| Nr | Lag       | S | V | O | F | GM  | IM  | MS   | P  |
| -- | --------- | - | - | - | - | --- | --- | ---- | -- |
| 1  | USA       | 5 | 5 | 0 | 0 | 579 | 350 | +229 | 10 |
| 2  | Kroatien  | 5 | 4 | 0 | 1 | 423 | 400 | +23  | 9  |
| 3  | Brasilien | 5 | 2 | 0 | 3 | 420 | 463 | −43  | 7  |
| 4  | Tyskland  | 5 | 2 | 0 | 3 | 369 | 432 | −63  | 7  |
| 5  | Angola    | 5 | 1 | 0 | 4 | 324 | 392 | −68  | 6  |
| 6  | Spanien   | 5 | 1 | 0 | 4 | 398 | 476 | −78  | 6  |

| Hemma \ Borta | Angola | Brasilien | Kroatien | Spanien | Tyskland | USA    |
| Angola        | —      | 66–76     | 64–73    | 83–63   | 63–64    | 48–116 |
| Brasilien     | 76–66  | —         | 76–93    | 100–101 | 85–76    | 83–127 |
| Kroatien      | 73–64  | 93–76     | —        | 88–79   | 99–78    | 70–103 |
| Spanien       | 63–83  | 101–100   | 79–88    | —       | 74–83    | 81–122 |
| Tyskland      | 64–63  | 76–85     | 78–99    | 83–74   | —        | 68–111 |
| USA           | 116–48 | 127–83    | 103–70   | 122–81  | 111–68   | —      |

Slutspel
|  | Kvartsfinaler | Kvartsfinaler |              |     | Semifinaler | Semifinaler |            |            | Final      | Final |
|  | 0             | 0             | 0            | 0   | 0           | 0           | 0          | 0          | 0          | 0     |
|  |               |               | 0            | 0   |             |             | 0          | 0          |            |       |
|  |               |               | 0            | 0   |             |             | 0          | 0          |            |       |
|  | 0 USA         | 0115          | 0            | 0   |             |             | 0          | 0          |            |       |
|  | 0 USA         | 0115          | 0            | 0   |             |             | 0          | 0          |            |       |
|  | 0 Puerto Rico | 077           | 0            | 0   |             |             | 0          | 0          |            |       |
|  | 0 Puerto Rico | 077           | 0            | 0   | 0 USA       | 0127        | 0          | 0          |            |       |
|  |               |               | 0            | 0   | 0 USA       | 0127        | 0          | 0          |            |       |
|  | 0             | 0 Litauen     | 0            | 076 | 0           |             |            | 0          |            |       |
|  | 0             | 0 Litauen     | 0            | 076 | 0           | 0 Litauen   | 0114       | 0          |            |       |
|  | 0             |               |              |     |             | 0 Litauen   | 0114       | 0          |            |       |
|  | 0             | 0 Brasilien   | 096          | 0   |             |             |            | 0          |            |       |
|  | 0             | 0 Brasilien   | 096          | 0   | 0 USA       | 0117        |            | 0          |            |       |
|  | 0             |               |              | 0   | 0 USA       | 0117        |            | 0          |            |       |
|  | 0             | 0             | 0 Kroatien   | 0   | 085         |             |            |            |            |       |
|  | 0             | 0             | 0 Kroatien   | 0   | 085         | 0 OSS       | 083        |            |            |       |
|  | 0             | 0             |              |     |             |             | 083        |            |            |       |
|  | 0             | 0             | 0 Tyskland   | 076 | 0           |             |            |            |            |       |
|  | 0             | 0             | 0 Tyskland   | 076 | 0           | 0 OSS       | 074        | Bronsmatch | Bronsmatch |       |
|  | 0             | 0             |              |     | 0           | 0 OSS       | 074        | Bronsmatch | Bronsmatch |       |
|  | 0             | 0             | 0 Kroatien   | 075 | 0           | 0           |            |            |            |       |
|  | 0             | 0             | 0 Kroatien   | 075 | 0           | 0           | 0 Kroatien | 098        | 0 OSS      | 078   |
|  | 0             | 0             |              |     | 0           | 0           | 0 Kroatien | 098        | 0 OSS      | 078   |
|  | 0             | 0             | 0 Australien | 065 | 0           | 0           | 0 Litauen  | 082        |            |       |
|  | 0             | 0             | 0 Australien | 065 | 0           | 0           | 0 Litauen  | 082        |            |       |
|  |               |               |              |     |             |             |            |            |            |       |
|  |               |               |              |     |             |             |            |            |            |       |

Damer
Gruppspel
| Lag             | Vinster | Förluster | Poäng | PF  | PA  |      |
| --------------- | ------- | --------- | ----- | --- | --- | ---- |
| USA             | 3       | 0         | 6     | 318 | 181 | +137 |
| Kina            | 2       | 1         | 5     | 205 | 226 | -21  |
| Spanien         | 1       | 2         | 4     | 181 | 238 | -57  |
| Tjeckoslovakien | 0       | 3         | 3     | 183 | 242 | -59  |

|                 | Kina  | Spanien | Tjeckoslovakien | USA    |
| --------------- | ----- | ------- | --------------- | ------ |
| Kina            |       | 66-63   | 72-70           | 67-93  |
| Spanien         | 63-66 |         | 59-58           | 59-114 |
| Tjeckoslovakien | 70-72 | 58-59   |                 | 55-111 |
| USA             | 93-67 | 114-59  | 111-55          |        |

Slutspel
|  | Semifinaler | Semifinaler |    |  | Final | Final |  |
|  |             |             |    |  |       |       |  |
|  |             |             |    |  |       |       |  |
|  | USA         | 73          |    |  |       |       |  |
|  | OSS         | 79          |    |  |       |       |  |
|  |             |             |    |  |       |       |  |
|  |             |             |    |  |       |       |  |
|  |             |             |    |  | OSS   | 76    |  |
|  |             | Kina        | 66 |  |       |       |  |
|  |             |             |    |  |       |       |  |
|  |             |             |    |  |       |       |  |
|  |             |             |    |  |       |       |  |
|  |             |             |    |  |       |       |  |
|  | Kuba        | 70          |    |  |       |       |  |
|  | Kina        | 109         |    |  |       |       |  |

## Boxning
Lätt flugvikt
- Eric Griffin
  - Första omgången – Besegrade Fausto del Rosario (DOM), 14:2
  - Andra omgången – Förlorade mot Rafael Lozano (ESP), 2:6

Flugvikt
- Timothy Austin →  Brons
  - Första omgången – Bye
  - Andra omgången – Besegrade Yuliyan Strogov (BUL), 19:7
  - Kvartsfinal – Besegrade Benjamin Mwangata (TAN), 19:8
  - Semifinals – Förlorade mot Raúl González (CUB), RSC-1

Bantamvikt
- Sergio Reyes
  - Första omgången – Besegrade Harold Ramirez González (PUR), 10:1
  - Andra omgången – Förlorade mot Lee Gwang-Sik (PRK), 8:15

Fjädervikt
- Julian Wheeler
  - Första omgången – Förlorade mot Ramazan Palyani (EUN), 4:8

Lättvikt
- Oscar De La Hoya →  Guld
  - Första omgången – Besegrade Adilson Rosa Silva (BRA), RSC-3
  - Andra omgången – Besegrade Moses Odion (NGR), 16:4
  - Kvartsfinal – Besegrade Tontcho Tontchev (BUL), 16:7
  - Semifinals – Besegrade Hong Sung-Sik (KOR), 11:10
  - Final – Besegrade Marco Rudolph (GER), 7:2

Lätt weltervikt
- Vernon Forrest
  - Första omgången – Förlorade mot Peter Richardson (GBR), 8:14

Weltervikt
- Pepe Reilly
  - Första omgången – Besegrade Victor Manuel Baute (ESP), RSC-3
  - Andra omgången – Förlorade mot Vitalijus Karpaciauskas (LTU), 5:16

Lätt mellanvikt
- Raúl Márquez
  - Första omgången – Besegrade David Defiagbon (NGR), 8:7
  - Andra omgången – Besegrade Rival Cadeau (SEY), 20:3
  - Kvartsfinal – Förlorade mot Orhan Delibaş (NED), 12:16

Mellanvikt
- Chris Byrd →  Silver
  - Första omgången – Besegrade Mark Edwards (GBR), 21:3
  - Andra omgången – Besegrade Aleksandr Lebziak (URS), 16:7
  - Kvartsfinal – Förlorade mot Torsten May (GER), 4:6

Lätt tungvikt
- Montell Griffin
  - Första omgången – Besegrade Mark Edwards (GBR), 21:3
  - Andra omgången – Besegrade Aleksandr Lebziak (URS), 16:7
  - Kvartsfinal – Förlorade mot Torsten May (GER), 4:6

Tungvikt
- Danell Nicholson
  - Första omgången – Besegrade Paul Lawson, 10:2
  - Andra omgången – Besegrade Željko Mavrović (CRO), 9:6
  - Kvartsfinal – Förlorade mot Félix Savón (CUB), 11:13

Supertungvikt
- Larry Donald
  - Första omgången – Bye
  - Andra omgången – Besegrade Nikolay Kulpin (EUN), RSC-3
  - Kvartsfinal – Förlorade mot Roberto Balado (CUB), 4:10

## Bågskytte
Damernas individuella
- Denise Parker — Kvartsfinal, 5:e plats (2-1)
- Jennifer O'Donnell — Åttondelsfinal, 11:e plats (1-1)
- Sherry Block — Sextondelsfinal, 25:e plats (0-1)

Herrarnas individuella
- Jay Barrs — Quarterfinal, 5th place (2-1)
- Richard Johnson — Sextondelsfinal, 18:e plats (0-1)
- Richard McKinney — Rankningsomgång, 40:e plats (0-0)

Damernas lagtävling
- Parker, O'Donnell och Block — Kvartsfinal, 8:e plats (1-1)

Herrarnas lagtävling
- Barrs, Johnson och McKinney — Kvartsfinal, 6:e plats (1-1)

## Cykling
Damernas linjelopp
- Jeanne Golay
  - Final — 2:05:03 (→ 6:e plats)

- Sally Zack
  - Final — 2:05:03 (→ 10:e plats)

- Inga Thompson
  - Final — 2:05:03 (→ 26:e plats)

## Fotboll
Herrar
Gruppspel
|             | Spelade | Vinster | Oavgjorda | Förluster | Gjorda mål | Insläppta mål | Poäng |
| ----------- | ------- | ------- | --------- | --------- | ---------- | ------------- | ----- |
| Polen U23   | 3       | 2       | 1         | 0         | 7          | 2             | 5     |
| Italien U23 | 3       | 2       | 0         | 1         | 3          | 4             | 4     |
| USA U23     | 3       | 1       | 1         | 1         | 6          | 5             | 3     |
| Kuwait U23  | 3       | 0       | 0         | 3         | 1          | 6             | 0     |

## Friidrott
Herrarnas 100 meter
- Dennis Mitchell
  - Heat — 10:21
  - Kvartsfinal — 10:22
  - Semifinal — 10:10
  - Final — 10:04  Brons

Herrarnas 800 meter
- José Parrilla
  - Heat — 1:48.17 (→ gick inte vidare)

Herrarnas 5 000 meter
- Bob Kennedy
  - Heat — 13:35.76
  - Final — 13:39.72 (→ 12:e plats)

- John Trautmann
  - Heat — fullföljde inte (→ gick inte vidare)

- Reuben Reina
  - Heat — 13:40.50 (→ gick inte vidare)

Herrarnas 10 000 meter
- Todd Williams
  - Heat — 28:26.32
  - Final — 28:29.38 (→ 10:e plats)

- Steve Plasencia
  - Heat — 28:45.59 (→ gick inte vidare)

- Aaron Ramirez
  - Heat — 29:00.12 (→ gick inte vidare)

Herrarnas 4 x 400 meter stafett
- Darnell Hall, Michael Johnson,  Charles Jenkins och Quincy Watts
  - Heat — 2:59.14
- Andrew Valmon, Quincy Watts, Michael Johnson och Steve Lewis
  - Final — 2:55.74 (→  Guld och världsrekord)

Herrarnas maraton
- Steve Spence — 2:15.21 (→ 12:e plats)
- Ed Eyestone — 2:15.23 (→ 13:e plats)
- Bob Kempainen — 2:15.53 (→ 27:e plats)

Herrarnas 20 kilometer gång
- Allen James — 1:35:12 (→ 30:e plats)

Herrarnas 50 kilometer gång
- Carl Schueler — 4:13:38 (→ 23:e plats)
- Herman Nelson — 4:25:49 (→ 32:e plats)
- Marco Evoniuk — fullföljde inte (→ ingen placering)

Herrarnas 400 meter häck
- Kevin Young
  - Heat — 48.76
  - Semifinal — 47.63
  - Final — 46.78 (→  Guld)

- David Patrick
  - Heat — 49.56
  - Semifinal — 48.47
  - Final — 49.26 (→ 8:e plats)

- McClinton Neal
  - Heat — 49.13
  - Semifinal — 48.71 (→ gick inte vidare)

Herrarnas längdhopp
- Carl Lewis
  - Kval — 8.68 m
  - Final — 8.67 m (→  Guld)

- Mike Powell
  - Kval — 8.14 m
  - Final — 8.64 m (→  Silver)

- Joe Greene
  - Kval — 7.90 m
  - Final — 8.34 m (→  Brons)

Herrarnas tresteg
- Mike Conley
  - Kval — 17.23 m
  - Final — 18.17 m (→  Guld)

- Charles Simpkins
  - Kval — 17.05 m
  - Final — 17.60 m (→  Silver)

- John Tillman
  - Kval — 16.22 m (→ gick inte vidare)

Herrarnas spjutkastning
- Michael Barnett
  - Kval — 79.14 m
  - Final — 78.64 m (→ 7:e plats)

- Tom Pukstys
  - Kval — 81.16 m
  - Final — 76.72 m (→ 10:e plats)

- Brian Crouser
  - Kval — 74.98 m (→ gick inte vidare)

Herrarnas släggkastning
- Lance Deal
  - Kval — 77.00 m
  - Final — 76.84 m (→ 7:e plats)

- Jud Logan
  - Kval — 78.40 m
  - Final — DSQ (→ no ranking)

- Kenneth Flax
  - Kval — 69.36 m (→ gick inte vidare)

Herrarnas diskuskastning
- Anthony Washington
  - Kval — 62.18 m
  - Final — 59.96 m (→ 12:e plats)

- Mike Buncic
  - Kval — 59.12 m (→ gick inte vidare)

- Brian Blutreich
  - Kval — 57.08 m (→ gick inte vidare)

Herrarnas kulstötning
- Mike Stulce
  - Kval — 20.18 m
  - Final — 21.70 m (→  Guld)

- Jim Doehring
  - Kval — 20.53 m
  - Final — 20.96 m (→  Silver)

- Ron Backes
  - Kval — 19.71 m
  - Final — 19.75 m (→ 10:e plats)

Damernas 800 meter
- Joetta Clark
  - Heat — 1:59.62
  - Semifinal — 1:58.22
  - Final — 1:58.06 (→ 7:e plats)

- Julie Jenkins
  - Heat — 1:59.96
  - Semifinal — 2:06.53 (→ gick inte vidare)

- Meredith Rainey
  - Heat — 2:01.33 (→ gick inte vidare)

Damernas 10 000 meter
- Lynn Jennings
  - Heat — 32:18.06
  - Final — 31:19.89 (→  Brons)

- Judi St Hilaire
  - Heat — 32:13.99
  - Final — 31:38.04 (→ 8:e plats)

- Gwyn Coogan
  - Heat — 33:13.13 (→ gick inte vidare)

Damernas 400 meter häck
- Sandra Farmer-Patrick
  - Heat — 55.12
  - Semifinal — 53.90
  - Final — 53.69 (→  Silver)

- Janeene Vickers
  - Heat — 55.24
  - Semifinal — 54.67
  - Final — 54.31 (→  Brons)

- Tonja Buford
  - Heat — 56.35
  - Semifinal — 55.04 (→ gick inte vidare)

Damernas 10 kilometer gång
- Michelle Rohl
  - Final — 46:45 (→ 20:e plats)

- Debbi Lawrence
  - Final — 48:23 (→ 26:e plats)

- Victoria Herazo
  - Final — 48:26 (→ 27:e plats)

Damernas maraton
- Cathy O'Brien — 2:39.42 (→ 10:e plats)
- Francie Larrieu Smith — 2:41.09 (→ 12:e plats)
- Janis Klecker — 2:47.17 (→ 21:e plats)

Damernas längdhopp
- Jackie Joyner-Kersee
  - Heat — 6.75 m
  - Final — 7.07 m (→  Brons)

- Sharon Couch
  - Heat — 6.64 m
  - Final — 6.66 m (→ 6:e plats)

- Sheila Echols
  - Heat — 6.55 m
  - Final — 6.62 m (→ 7:e plats)

Damernas höjdhopp
- Tanya Hughes
  - Kval — 1.92 m
  - Final — 1.88 m (→ 11:e plats)

- Sue Rembao
  - Kval — 1.90 m (→ gick inte vidare)

- Amber Welty
  - Kval — 1.88 m (→ gick inte vidare)

Damernas diskuskastning
- Connie Price-Smith
  - Kval — 58.66 m (→ gick inte vidare)

- Carla Garrett
  - Kval — 58.06 m (→ gick inte vidare)

- Penny Neer
  - Kval — 55.44 m (→ gick inte vidare)

Damernas spjutkastning
- Donna Mayhew
  - Kval — 61.24 m
  - Final Round — 55.68 m (→ 12:e plats)

- Paula Berry
  - Kval — 49.00 m (→ gick inte vidare, 23:e plats)

## Fäktning
Herrarnas florett
- Mike Marx
- Nick Bravin
- Zaddick Longenbach

Herrarnas värja
- Robert Marx
- Jon Normile
- Chris O'Loughlin

Herrarnas sabel
- Mike Lofton
- Bob Cottingham
- Steve Mormando

Herrarnas sabel, lag
- Mike Lofton, Bob Cottingham, Steve Mormando, John Friedberg, Peter Westbrook

Damernas florett
- Caitlin Bilodeaux
- Mary O'Neill
- Molly Sullivan

Damernas florett, lag
- Caitlin Bilodeaux, Mary O'Neill, Molly Sullivan, Ann Marsh, Sharon Monplaisir

## Handboll
Damer
Gruppspel
| Lag      | Pld | W | D | L | GF | GA | GD  | Poäng |
| -------- | --- | - | - | - | -- | -- | --- | ----- |
| OSS      | 3   | 3 | 0 | 0 | 77 | 56 | +21 | 6     |
| Tyskland | 3   | 2 | 0 | 1 | 86 | 61 | +25 | 4     |
| USA      | 3   | 1 | 0 | 2 | 55 | 76 | −21 | 2     |
| Nigeria  | 3   | 0 | 0 | 3 | 56 | 81 | −25 | 0     |

| Resultat | OSS   | Tyskland | USA   | Nigeria |
| -------- | ----- | -------- | ----- | ------- |
| OSS      |       | 28–22    | 23–16 | 26–18   |
| Tyskland | 22–28 |          | 26–24 | 22–16   |
| USA      | 16–23 | 24–26    |       | 22–18   |
| Nigeria  | 18–26 | 16–22    | 18–22 |         |

## Modern femkamp
Herrarnas individuella tävling
- Michael Gostigian
- Rob Stull
- James Haley

Herrarnas lagtävling
- Michael Gostigian
- Rob Stull
- James Haley

## Segling
Herrarnas lechner
- Mike Gebhardt
  - Slutlig placering — 71,1 poäng (→  Silver)

Herrarnas 470
- Morgan Reeser och Kevin Burnham
  - Slutlig placering — 66,7 poäng (→  Silver)

Damernas lechner
- Lanee Butler
  - Slutlig placering — 96,7 poäng (→ 5:e plats)

Damernas 470
- Jennifer Isler och Pamela Healy
  - Slutlig placering — 40,7 poäng (→  Brons)

## Simhopp
Herrarnas 3 m
- Mark Lenzi
  - Kval — 409,11 poäng
  - Final — 676,53 poäng (→  Guld)
- Kent Ferguson
  - Kval — 374,22 poäng
  - Final — 609,12 poäng (→ 5:e plats)

Herrarnas 10 m
- Scott Donie
  - Kval — 423,45 poäng
  - Final — 633,63 poäng (→  Silver)
- Matt Scoggin
  - Kval — 379,20 poäng
  - Final — 492,60 poäng (→ 10:e plats)

Damernas 3 m
- Julie Ovenhouse
  - Kval — 291,48 poäng
  - Final — 477,84 poäng (→ 5:e plats)
- Karen LaFace
  - Kval — 279,06 poäng
  - Final — 447,75 poäng (→ 9:e plats)

Damernas 10 m
- Mary Ellen Clark
  - Final — 401,91 poäng (→  Brons)
- Ellen Owen
  - Final — 392,10 poäng (→ 7:e plats)